# Luca Barbarossa
Luca Barbarossa (Rome, 15 april 1961) is een Italiaanse zanger.
Hij maakte zijn debuut op het San Remo Festival van 1981 met Roma spogliata waarmee hij de 4de plaats haalde. Dat jaar bracht hij zijn eerste album uit dat geproduceerd werd door Shel Shapiro en maakte hij een tournee met Riccardo Cocciante.
- In 1986 werd hij 18de bij San Remo met Via Margutta , een jaar later was hij negende met Come dentro un film.
- In 1988 vertegenwoordigde hij Italië op het Eurovisiesongfestival in Dublin met Ti scrivo en werd twaalfde.
- In 1992 won hij eindelijk San Remo met Portami a ballare. Twee jaar later won hij ook het zomerfestival Festivalbar met Cellai solo te.

Hij moest in 1996 genoegen nemen met de twaalfde plaats bij San Remo waar hij Il ragazzo con la chitarra  zong, in 2003 werd hij tiende met Fortuna.